# Haitianisch-katarische Beziehungen
Die haitianisch-katarischen Beziehungen beschreiben das bilaterale Verhältnis zwischen der Republik Haiti einerseits und dem Staat Katar andererseits.

## Geschichte und Stand
Die im Jahr 1804 von Frankreich unabhängig gewordene Republik Haiti und der 1971 vom Vereinigten Königreich in die Unabhängigkeit entlassene Staat Katar unterhalten seit 2013 diplomatische Beziehungen.
Die entsprechende gemeinsame Erklärung wurde am 5. August 2013 von den Leitern der Ständigen Vertretungen beider Länder bei den Vereinten Nationen in New York unterzeichnet.
Haiti unterhält eine Botschaft in Doha. Die katarische Botschaft in Santo Domingo/Dominikanische Republik ist in Haiti nebenakkreditiert.
Nach dem verheerenden Erdbeben in Haiti 2010 führte der frühere Präsident der Vereinigten Staaten, Bill Clinton, im September des Jahres 2012 in Port-au-Prince die Unterzeichnung mehrerer Vereinbarungen über Hilfsmaßnahmen im Gesamtwert von 10 Mio. US-Dollar zwischen dem Leiter des Katar-Haiti-Fonds für den Wiederaufbau von Haiti, Botschafter Mohamed Bin Abulla Al-Rumaihi, und dem haitianischen Premierminister Laurent Lamothe herbei. Weitere 10 Mio. Dollar wurden für den Bau von günstigem Wohnraum bereitgestellt. Der haitianische Präsident Michel Martelly empfing anlässlich des Aufenthalts der katarischen Delegation dessen Leiter und bedankte sich für die Unterstützung.
Im Jahr 2018 sagte Qatar im Rahmen der von den Vereinten Nationen veranstalteten, von 130 Staaten besuchten Konferenz „Towards a New Future for Haiti“ den Betrag von 20 Mio. US-Dollar für die Bereiche Bildung, Gesundheitswesen und Baumaßnahmen zur Schaffung von Unterkünften zu.
Im Oktober des Jahres 2020 trafen sich der haitianische Präsident Jovenel Moïse und der Emir von Katar, Scheich Tamim Ben Hamad Al-Thani. Sie erörterten Möglichkeiten zur Stärkung der Beziehungen zwischen ihren Ländern, wobei die Förderung von kleinen- und mittelständischen Unternehmen in Haiti durch katarische Geldgeber im Vordergrund standen.
Die Regierung Katars verurteilte im Juli 2021 die Ermordung des haitianischen Präsidenten Jovenel Moïse. Dafür dankend, erklärte der haitianische Botschafter Francois Guillaume, die bilateralen Beziehungen beider Länder seien stark und würden weiter ausgebaut.
Eine Delegation des Center for Facilitation of Investment (Investitionsförderungszentrum Haitis) besuchte im März 2023 Qatar und stieß auf das Interesse dortiger Unternehmen, in „befreundeten Ländern wie Haiti“ zu investieren.